# Baton Rouge Capitals
El Baton Rouge Capitals fue un equipo de fútbol de los Estados Unidos que alguna vez jugó en la USL Premier Development League, la cuarta liga de fútbol en importancia en el país.

## Historia
Fue fundado en el año 2007 en la ciudad de Baton Rouge, Louisiana, entrando ese mismo año a la USL Premier Development League y su primer triunfo en un partido oficial fue de 1-0 ante el Mississippi Brilla, pero terminaron en último lugar de la división.
La temporada 2010 fue la más exitosa del club, en la que terminaron en segundo lugar de su división y clasificaron por primera vez a los playoffs, donde ganaron el título de la conferencia y perdieron en la semifinal nacional ante el Thunder Bay Chill 1-2.
El club desapareció al finalizar la temporada 2011 luego de no clasificar a los playoffs y nunca jugar la US Open Cup.

## Palmarés
- USL PDL Southern Conference: 1

2010

## Temporadas
| Año  | División | Liga    | Temporada Regular | Playoffs           | US Open Cup  |
| ---- | -------- | ------- | ----------------- | ------------------ | ------------ |
| 2007 | 4        | USL PDL | 6º, Mid South     | No clasificó       | No clasificó |
| 2008 | 4        | USL PDL | 5º, Mid South     | No clasificó       | No clasificó |
| 2009 | 4        | USL PDL | 5º, Mid South     | No clasificó       | No clasificó |
| 2010 | 4        | USL PDL | 2º, Southeast     | Semifinal Nacional | No clasificó |
| 2011 | 4        | USL PDL | 3º, Mid South     | No clasificó       | No clasificó |

## Estadios
- Olympia Stadium; Baton Rouge, Louisiana (2007-2010)
- Christian Life Academy Field; Baton Rouge, Louisiana (2011)

## Entrenadores
- Bo Cassidy (2007)
- Helio d'Anna (2008)
- Paulo Canineu Neto (2009)
- Stuart Hayers (2010–11)[1]

## Jugadores

### Jugadores destacados
| - Mark Anderson - Scott Gordon - Joseph Lapira - Luke Magill | - Patrick Mullins - Anthony Peters - Alessandro Salvatore - Joe Tait |